# Paul Maulion
Paul Maulion est un homme politique français né le 1er juillet 1875 à Poitiers (Vienne) et décédé le 28 janvier 1946 à Paris.

## Biographie
Maire de Mauron et conseiller général du Canton de Mauron, il est battu de justesse aux législatives de 1914. Élu sous l'étiquette radicale en 1919, il est battu en 1924. Il est élu sénateur en 1933 et siège jusqu'en 1940. Il siégea au conseil national de Vichy.

## Sources
- « Paul Maulion », dans le Dictionnaire des parlementaires français (1889-1940), sous la direction de Jean Jolly, PUF, 1960 [détail de l’édition]